# Campagne 2010-2012 de l'équipe d'Espagne de football
Maillots
Actualités
L'équipe d'Espagne de football participe en 2011 aux éliminatoires de l'Euro 2012.
Les hommes de Vicente del Bosque ont pour principal objectif de se qualifier pour la 14e édition du Championnat d'Europe de football, qui aura lieu en Pologne et en Ukraine du 9 juin au juillet 2012.

## Saison

### Évolution du coefficient FIFA
Le tableau ci-dessous présente les coefficients mensuels de l'équipe d'Espagne publiés par la FIFA durant les années 2010, 2011 et 2012.
| Année | 2010 | 2010  | 2010 | 2010 | 2010 | 2011  | 2011 | 2011 | 2011  | 2011 | 2011 | 2011    | 2011 | 2011  | 2011 | 2011 | 2011 | 2012  | 2012 | 2012 | 2012  | 2012 | 2012 | 2012    |
| Mois  | août | sept. | oct. | nov. | déc. | janv. | fév. | mars | avril | mai  | juin | juillet | août | sept. | oct. | nov. | déc. | janv. | fév. | mars | avril | mai  | juin | juillet |
| Rang  | 1    | 1     | 1    | 1    | 1    | 1     | 1    | 1    | 1     | 1    | 1    | 1       | 1    | 1     | 1    | 1    | 1    | 1     | 1    | 1    | 1     | 1    | 1    | 1       |

## Les matchs
| Date             | Stade, Ville, Pays                                                | Adversaire    | Score | Comp   | Buteurs espagnols                                   |
| 11 août 2010     | Stade Azteca Mexico, Mexique                                      | Mexique       | 1 – 1 | Amical | Silva 90e                                           |
| 3 septembre 2010 | Rheinpark Stadion Vaduz, Liechtenstein                            | Liechtenstein | 4 – 0 | QCE    | Torres 18e 54e, Villa 26e, Silva 62e                |
| 7 septembre 2010 | Stade Monumental Antonio Vespucio Liberti Buenos Aires, Argentine | Argentine     | 4 – 1 | Amical | Llorente 84e                                        |
| 8 octobre 2010   | Stade Helmántico Salamanque, Espagne                              | Lituanie      | 3 – 1 | QCE    | Llorente 47e 56e, Silva 79e                         |
| 12 octobre 2010  | Hampden Park Glasgow, Écosse                                      | Écosse        | 2 – 3 | QCE    | Villa 44e (pen.), Iniesta 55e, Llorente 79e         |
| 17 novembre 2010 | Estádio da Luz Lisbonne, Portugal                                 | Portugal      | 4 – 0 | Amical |                                                     |
| 9 février 2011   | Stade Santiago Bernabéu Madrid, Espagne                           | Colombie      | 1 – 0 | Amical | Silva 86e                                           |
| 25 mars 2011     | Nuevo Los Cármenes Grenade, Espagne                               | Tchéquie      | 2 – 1 | QCE    | Villa 69e 72e (pen.)                                |
| 29 mars 2011     | S. Dariaus ir S. Girėno stadionas Kaunas, Lituanie                | Lituanie      | 1 – 3 | QCE    | Xavi 19e, Kijanskas 70e (csc), Mata 83e             |
| 4 juin 2011      | Gillette Stadium Foxborough, États-Unis                           | États-Unis    | 0 – 4 | Amical | Cazorla 28e 41e, Negredo 32e, Torres 73e            |
| 7 juin 2011      | Estadio José Pachencho Romero Maracaibo, Venezuela                | Venezuela     | 0 – 3 | Amical | Villa 6e, Pedro 20e, Alonso 45e                     |
| 10 août 2011     | Stade San Nicola Bari, Italie                                     | Italie        | 2 – 1 | Amical | Alonso 36e (pen.)                                   |
| 2 septembre 2011 | AFG Arena Saint-Gall, Suisse                                      | Chili         | 3 – 2 | Amical | Iniesta 55e, Fàbregas 71e 90+2e                     |
| 6 septembre 2011 | Estadio Las Gaunas Logroño, Espagne                               | Liechtenstein | 6 – 0 | QCE    | Negredo 33e 37e, Xavi 44e, Ramos 52e, Villa 59e 79e |
| 7 octobre 2011   | Generali Arena Prague, République tchèque                         | Tchéquie      | 0 – 2 | QCE    | Mata 7e, Alonso 23e                                 |
| 11 octobre 2011  | Stade José Rico Pérez Alicante, Espagne                           | Écosse        | 3 – 1 | QCE    | Silva 6e 44e, Villa 54e                             |
| 12 novembre 2011 | Wembley Stadium Londres, Angleterre                               | Angleterre    | 1 – 0 | Amical |                                                     |
| 15 novembre 2011 | Stade national du Costa Rica San José, Costa Rica                 | Costa Rica    | 2 – 2 | Amical | Silva 83e, Villa 90+3e                              |

### Bilan en cours
| Rang | Équipe  | Pts | J  | G  | N | P | Bp | Bc | Diff |
| ---- | ------- | --- | -- | -- | - | - | -- | -- | ---- |
| #    | Espagne | 38  | 18 | 12 | 2 | 4 | 42 | 22 | +20  |

## Résultats détaillés
| Match amical                                     | Mexique       | 1 – 1   | Espagne   | Stade Azteca Mexico, Mexique                     |                                                  |
| 11 août 2010 · 22h00 · Historique des rencontres | Hernández 12e | (1 – 0) | 90e Silva | Spectateurs : 105 000 Arbitrage : Roberto Moreno | Spectateurs : 105 000 Arbitrage : Roberto Moreno |
| 11 août 2010 · 22h00 · Historique des rencontres | Rapport       |         |           | Spectateurs : 105 000 Arbitrage : Roberto Moreno | Spectateurs : 105 000 Arbitrage : Roberto Moreno |

| Éliminatoires Euro 2012                              | Liechtenstein | 0 – 4   | Espagne                                | Rheinpark Stadion Vaduz, Liechtenstein          |                                                 |
| 3 septembre 2010 · 20h45 · Historique des rencontres |               | (0 – 2) | 18e 54e Torres · 26e Villa · 62e Silva | Spectateurs : 6 100 Arbitrage : Bülent Yıldırım | Spectateurs : 6 100 Arbitrage : Bülent Yıldırım |
| 3 septembre 2010 · 20h45 · Historique des rencontres | Rapport       |         |                                        | Spectateurs : 6 100 Arbitrage : Bülent Yıldırım | Spectateurs : 6 100 Arbitrage : Bülent Yıldırım |

| Match amical                                         | Argentine                                        | 4 – 1   | Espagne      | Stade Monumental Antonio Vespucio Liberti Buenos Aires, Argentine |                                             |
| 7 septembre 2010 · 22h00 · Historique des rencontres | Messi 10e · Higuaín 13e · Tévez 34e · Agüero 90e | (3 – 0) | 84e Llorente | Spectateurs : 53 000 Arbitrage : Óscar Ruiz                       | Spectateurs : 53 000 Arbitrage : Óscar Ruiz |
| 7 septembre 2010 · 22h00 · Historique des rencontres | Rapport                                          |         |              | Spectateurs : 53 000 Arbitrage : Óscar Ruiz                       | Spectateurs : 53 000 Arbitrage : Óscar Ruiz |

| Éliminatoires Euro 2012                            | Espagne                      | 3 – 1   | Lituanie   | Stade Helmántico Salamanque, Espagne             |                                                  |
| 8 octobre 2010 · 22h00 · Historique des rencontres | Llorente 47e 56e · Silva 79e | (0 – 0) | 54e Šernas | Spectateurs : 16 800 Arbitrage : Gianluca Rocchi | Spectateurs : 16 800 Arbitrage : Gianluca Rocchi |
| 8 octobre 2010 · 22h00 · Historique des rencontres | Rapport                      |         |            | Spectateurs : 16 800 Arbitrage : Gianluca Rocchi | Spectateurs : 16 800 Arbitrage : Gianluca Rocchi |

| Éliminatoires Euro 2012                             | Écosse                         | 2 – 3   | Espagne                                       | Hampden Park Glasgow, Écosse                     |                                                  |
| 12 octobre 2010 · 20h00 · Historique des rencontres | Naismith 58e · Piqué 66e (csc) | (0 – 1) | 44e (pen.) Villa · 55e Iniesta · 79e Llorente | Spectateurs : 51 322 Arbitrage : Massimo Busacca | Spectateurs : 51 322 Arbitrage : Massimo Busacca |
| 12 octobre 2010 · 20h00 · Historique des rencontres | Rapport                        |         |                                               | Spectateurs : 51 322 Arbitrage : Massimo Busacca | Spectateurs : 51 322 Arbitrage : Massimo Busacca |

| Match amical                                         | Portugal                                    | 4 – 0   | Espagne | Estádio da Luz Lisbonne, Portugal               |                                                 |
| 17 novembre 2010 · 22h00 · Historique des rencontres | Martins 45e · Postiga 49e 68e · Almeida 90e | (1 – 0) |         | Spectateurs : 38 000 Arbitrage : Antony Gautier | Spectateurs : 38 000 Arbitrage : Antony Gautier |
| 17 novembre 2010 · 22h00 · Historique des rencontres | Rapport                                     |         |         | Spectateurs : 38 000 Arbitrage : Antony Gautier | Spectateurs : 38 000 Arbitrage : Antony Gautier |

| Match amical                                       | Espagne   | 1 – 0   | Colombie | Stade Santiago Bernabéu Madrid, Espagne        |                                                |
| 9 février 2011 · 20h30 · Historique des rencontres | Silva 86e | (0 – 0) |          | Spectateurs : 75 000 Arbitrage : Richard Trutz | Spectateurs : 75 000 Arbitrage : Richard Trutz |
| 9 février 2011 · 20h30 · Historique des rencontres | Rapport   |         |          | Spectateurs : 75 000 Arbitrage : Richard Trutz | Spectateurs : 75 000 Arbitrage : Richard Trutz |

| Éliminatoires Euro 2012                          | Espagne              | 2 – 1   | Tchéquie   | Nuevo Los Cármenes Grenade, Espagne            |                                                |
| 25 mars 2011 · 22h00 · Historique des rencontres | Villa 69e 72e (pen.) | (0 – 1) | 29e Plašil | Spectateurs : 16 000 Arbitrage : Viktor Kassai | Spectateurs : 16 000 Arbitrage : Viktor Kassai |
| 25 mars 2011 · 22h00 · Historique des rencontres | Rapport              |         |            | Spectateurs : 16 000 Arbitrage : Viktor Kassai | Spectateurs : 16 000 Arbitrage : Viktor Kassai |

| Éliminatoires Euro 2012                          | Lituanie         | 1 – 3   | Espagne                                   | S. Dariaus ir S. Girėno stadionas Kaunas, Lituanie |                                                 |
| 29 mars 2011 · 21h45 · Historique des rencontres | Stankevičius 57e | (0 – 1) | 19e Xavi · 70e (csc) Kijanskas · 83e Mata | Spectateurs : 8 400 Arbitrage : Laurent Duhamel    | Spectateurs : 8 400 Arbitrage : Laurent Duhamel |
| 29 mars 2011 · 21h45 · Historique des rencontres | Rapport          |         |                                           | Spectateurs : 8 400 Arbitrage : Laurent Duhamel    | Spectateurs : 8 400 Arbitrage : Laurent Duhamel |

| Match amical                                    | États-Unis | 0 – 4   | Espagne                                    | Gillette Stadium Foxborough, États-Unis          |                                                  |
| 4 juin 2011 · 21h30 · Historique des rencontres |            | (0 – 3) | 28e 41e Cazorla · 32e Negredo · 73e Torres | Spectateurs : 60 000 Arbitrage : Roberto Silvera | Spectateurs : 60 000 Arbitrage : Roberto Silvera |
| 4 juin 2011 · 21h30 · Historique des rencontres | Rapport    |         |                                            | Spectateurs : 60 000 Arbitrage : Roberto Silvera | Spectateurs : 60 000 Arbitrage : Roberto Silvera |

| Match amical                                    | Venezuela | 0 – 3   | Espagne                           | Estadio José Pachencho Romero Maracaibo, Venezuela |                                                  |
| 7 juin 2011 · 21h30 · Historique des rencontres |           | (0 – 3) | 6e Villa · 20e Pedro · 45e Alonso | Spectateurs : 35 000 Arbitrage : Georges Buckley   | Spectateurs : 35 000 Arbitrage : Georges Buckley |
| 7 juin 2011 · 21h30 · Historique des rencontres | Rapport   |         |                                   | Spectateurs : 35 000 Arbitrage : Georges Buckley   | Spectateurs : 35 000 Arbitrage : Georges Buckley |

| Match amical                                     | Italie                       | 2 – 1   | Espagne           | Stade San Nicola Bari, Italie                |                                              |
| 10 août 2011 · 20h45 · Historique des rencontres | Montolivo 10e · Aquilani 84e | (1 – 1) | 36e (pen.) Alonso | Spectateurs : 49 523 Arbitrage : Felix Brych | Spectateurs : 49 523 Arbitrage : Felix Brych |
| 10 août 2011 · 20h45 · Historique des rencontres | Rapport                      |         |                   | Spectateurs : 49 523 Arbitrage : Felix Brych | Spectateurs : 49 523 Arbitrage : Felix Brych |

| Match amical                                         | Espagne                          | 3 – 2   | Chili                 | AFG Arena Saint-Gall, Suisse                       |                                                    |
| 2 septembre 2011 · 20h45 · Historique des rencontres | Iniesta 55e · Fàbregas 71e 90+2e | (0 – 2) | 11e Isla · 20e Vargas | Spectateurs : 14 000 Arbitrage : Jérôme Laperrière | Spectateurs : 14 000 Arbitrage : Jérôme Laperrière |
| 2 septembre 2011 · 20h45 · Historique des rencontres | Rapport                          |         |                       | Spectateurs : 14 000 Arbitrage : Jérôme Laperrière | Spectateurs : 14 000 Arbitrage : Jérôme Laperrière |

| Éliminatoires Euro 2012                              | Espagne                                                | 6 – 0   | Liechtenstein | Estadio Las Gaunas Logroño, Espagne             |                                                 |
| 6 septembre 2011 · 22h00 · Historique des rencontres | Negredo 33e 37e · Xavi 44e · Ramos 52e · Villa 59e 79e | (3 – 0) |               | Spectateurs : 16 000 Arbitrage : Harald Lechner | Spectateurs : 16 000 Arbitrage : Harald Lechner |
| 6 septembre 2011 · 22h00 · Historique des rencontres | Rapport                                                |         |               | Spectateurs : 16 000 Arbitrage : Harald Lechner | Spectateurs : 16 000 Arbitrage : Harald Lechner |

| Match amical                                       | République tchèque | 0 – 2   | Espagne              | Generali Arena Prague, République tchèque          |                                                    |
| 7 octobre 2011 · 20h45 · Historique des rencontres |                    | (0 – 2) | 7e Mata · 23e Alonso | Spectateurs : 19 000 Arbitrage : Paolo Tagliavento | Spectateurs : 19 000 Arbitrage : Paolo Tagliavento |
| 7 octobre 2011 · 20h45 · Historique des rencontres | Rapport            |         |                      | Spectateurs : 19 000 Arbitrage : Paolo Tagliavento | Spectateurs : 19 000 Arbitrage : Paolo Tagliavento |

| Éliminatoires Euro 2012                             | Espagne                  | 3 – 1   | Écosse                | Stade José Rico Pérez Alicante, Espagne             |                                                     |
| 11 octobre 2011 · 20h45 · Historique des rencontres | Silva 6e 44e · Villa 54e | (2 – 0) | 66e (pen.) Goodwillie | Spectateurs : 24 896 Arbitrage : Stefan Johannesson | Spectateurs : 24 896 Arbitrage : Stefan Johannesson |
| 11 octobre 2011 · 20h45 · Historique des rencontres | Rapport                  |         |                       | Spectateurs : 24 896 Arbitrage : Stefan Johannesson | Spectateurs : 24 896 Arbitrage : Stefan Johannesson |

| Match amical                                         | Angleterre  | 1 – 0   | Espagne | Wembley Stadium Londres, Angleterre                 |                                                     |
| 12 novembre 2011 · 17h15 · Historique des rencontres | Lampard 49e | (0 – 0) |         | Spectateurs : 87 189 Arbitrage : Frank De Bleeckere | Spectateurs : 87 189 Arbitrage : Frank De Bleeckere |
| 12 novembre 2011 · 17h15 · Historique des rencontres | Rapport     |         |         | Spectateurs : 87 189 Arbitrage : Frank De Bleeckere | Spectateurs : 87 189 Arbitrage : Frank De Bleeckere |

| Match amical                                         | Costa Rica                | 2 – 2   | Espagne                 | Stade national du Costa Rica San José, Costa Rica |                                                   |
| 15 novembre 2011 · 21h00 · Historique des rencontres | Brenes 31e · Campbell 42e | (2 – 0) | 83e Silva · 90+3e Villa | Spectateurs : 30 000 Arbitrage : Mauricio Navarro | Spectateurs : 30 000 Arbitrage : Mauricio Navarro |
| 15 novembre 2011 · 21h00 · Historique des rencontres | Rapport                   |         |                         | Spectateurs : 30 000 Arbitrage : Mauricio Navarro | Spectateurs : 30 000 Arbitrage : Mauricio Navarro |

## Les joueurs
| Joueurs                                               |    |    |    |    |          |    |    |    |    |    |    |    |    |    |    |    |    |    |
| Gardiens de but                                       |    |    |    |    |          |    |    |    |    |    |    |    |    |    |    |    |    |    |
| Iker Casillas (Real Madrid)                           | 45 | 90 |    | 90 | 90       | 90 | 90 | 90 | 90 | 14 | 1  | 45 | 45 | 90 | 90 |    | 45 | 45 |
| Víctor Valdés (FC Barcelone)                          | 45 |    | 45 |    |          |    |    |    |    |    | 89 | 45 |    |    |    | 90 |    | 45 |
| Pepe Reina (Liverpool)                                |    |    | 45 |    |          |    |    |    |    | 76 |    |    | 45 |    |    |    | 45 |    |
| Défenseurs                                            |    |    |    |    |          |    |    |    |    |    |    |    |    |    |    |    |    |    |
| Álvaro Arbeloa (Real Madrid)                          | 90 |    | 90 | 8  |          | 17 | 34 | 90 | 90 | 90 | 63 | 90 | 90 | 90 | 90 | 45 | 90 | 90 |
| Nacho Monreal (Osasuna, puis Málaga CF)               | 90 |    | 90 |    |          |    |    |    |    |    |    |    |    |    |    |    |    | 70 |
| Carlos Marchena (Villarreal CF)                       | 66 | 90 | 90 |    | 0        | 45 |    | 4  |    |    | 90 |    |    |    |    |    |    |    |
| Carles Puyol (FC Barcelone)                           | 45 |    |    | 90 | 90       | 73 |    |    |    |    |    |    |    |    | 45 | 45 | 15 | 90 |
| Sergio Ramos (Real Madrid)                            | 45 | 90 |    | 82 | 90       | 90 | 90 | 90 | 0  | 65 |    |    | 90 | 54 | 45 | 90 | 75 | 90 |
| Gerard Piqué (FC Barcelone)                           | 24 | 90 | 90 | 90 | 90 (csc) | 45 | 90 | 90 | 90 | 90 |    | 45 |    |    | 90 | 90 | 90 |    |
| Joan Capdevila (Villarreal CF, puis Benfica Lisbonne) |    | 90 |    | 90 | 90       | 90 | 56 | 58 |    | 25 | 27 |    |    |    |    |    |    |    |
| Raúl Albiol (Real Madrid)                             |    |    |    |    |          |    | 90 |    | 90 | 90 | 90 | 90 | 90 | 90 | 90 |    |    |    |
| Andoni Iraola (Athletic Bilbao)                       |    |    |    |    |          |    |    |    | 90 |    | 90 | 45 |    |    |    |    |    |    |
| Jordi Alba (Valence CF)                               |    |    |    |    |          |    |    |    |    |    |    |    |    |    |    | 90 | 90 |    |
| Milieux                                               |    |    |    |    |          |    |    |    |    |    |    |    |    |    |    |    |    |    |
| Santi Cazorla (Villarreal CF, puis Málaga CF)         | 90 |    | 45 | 90 | 70       | 32 | 34 | 32 | 67 | 90 | 45 | 80 | 10 |    |    | 90 | 15 | 45 |
| Cesc Fàbregas (Arsenal, puis FC Barcelone)            | 90 | 45 | 57 |    |          | 45 |    |    |    |    |    |    | 26 | 45 |    |    | 45 | 65 |
| Bruno (Villarreal CF)                                 | 72 |    |    |    |          |    |    |    |    | 45 |    |    |    |    |    |    |    |    |
| Sergio Busquets (FC Barcelone)                        | 45 | 90 | 90 | 90 | 90       | 90 | 90 | 90 |    | 45 | 90 | 45 | 90 | 90 | 90 | 90 | 64 | 45 |
| Xabi Alonso (Real Madrid)                             | 45 | 90 | 90 |    | 90       | 58 | 76 | 45 | 90 | 90 | 45 | 90 | 45 | 90 | 70 |    | 90 | 45 |
| David Silva (Manchester City)                         | 45 | 33 | 45 | 90 | 76       | 90 | 14 |    | 36 | 65 | 45 | 90 | 80 |    | 90 | 55 | 45 | 25 |
| Jesús Navas (Séville FC)                              | 45 |    | 45 |    |          |    | 21 | 86 |    |    |    |    |    |    |    |    |    | 45 |
| Xavi (FC Barcelone)                                   | 28 | 45 | 33 |    |          | 45 | 56 | 90 | 90 |    |    |    | 64 | 45 | 90 | 62 | 45 | 45 |
| Andrés Iniesta (FC Barcelone)                         |    | 65 | 45 | 90 | 90       | 58 | 69 | 90 |    | 45 | 45 | 47 | 45 | 90 |    |    | 75 | 90 |
| Pablo Hernández (Valence CF)                          |    |    |    | 14 | 20       |    |    |    |    |    |    |    |    |    |    |    |    |    |
| Javi Martínez (Athletic Bilbao)                       |    |    |    |    |          |    |    |    | 90 |    |    | 90 | 90 |    | 20 |    |    |    |
| Borja Valero (Villarreal CF)                          |    |    |    |    |          |    |    |    |    | 25 |    |    |    |    |    |    |    |    |
| Thiago (FC Barcelone)                                 |    |    |    |    |          |    |    |    |    |    |    | 45 |    | 36 |    | 35 |    |    |
| Attaquants                                            |    |    |    |    |          |    |    |    |    |    |    |    |    |    |    |    |    |    |
| Fernando Llorente (Athletic Bilbao)                   | 45 |    | 45 | 77 | 14       | 32 | 8  |    | 90 |    | 63 | 75 |    | 29 |    | 28 |    |    |
| Juan Mata (Valence CF, puis Chelsea)                  | 45 |    |    |    |          |    |    |    | 23 |    |    | 10 |    | 90 | 90 |    | 45 | 45 |
| Pedro (FC Barcelone)                                  | 18 | 25 |    |    |          |    | 82 |    |    |    | 90 |    | 45 |    |    | 90 |    |    |
| David Villa (FC Barcelone)                            |    | 90 | 45 | 76 | 90       | 45 | 56 | 90 | 54 | 45 | 45 | 43 | 45 | 90 | 29 | 90 | 90 | 90 |
| Fernando Torres (Liverpool, puis Chelsea)             |    | 57 |    |    |          | 45 | 34 | 45 |    | 45 | 27 | 15 | 26 |    | 61 |    | 26 | 20 |
| Aritz Aduriz (Valence CF)                             |    |    |    | 13 |          |    |    |    |    |    |    |    |    |    |    |    |    |    |
| Álvaro Negredo (Séville FC)                           |    |    |    |    |          |    |    |    |    | 45 |    |    | 64 | 61 |    |    |    |    |
| Manu del Moral (Getafe CF, puis Séville FC)           |    |    |    |    |          |    |    |    |    |    | 45 |    |    |    |    |    |    |    |

## Buteurs
9          

David Villa (Liechtenstein 3, Écosse 2, République tchèque 2, Venezuela, Costa Rica)
7        

David Silva (Liechtenstein, Mexique, Lituanie, Colombie, Écosse 2, Costa Rica)
4     

Fernando Llorente (Argentine, Lituanie 2, Écosse)
3    

Fernando Torres (Liechtenstein 2, États-Unis)

Álvaro Negredo (États-Unis, Liechtenstein 2)

Xabi Alonso (Venezuela, Italie, République tchèque)
2   

Andrés Iniesta (Écosse, Chili)

Santi Cazorla (États-Unis 2)

Cesc Fàbregas (Chili 2)

Xavi (Lituanie, Liechtenstein)

Juan Mata (Lituanie, République tchèque)
1  

Pedro (Venezuela)

Sergio Ramos (Liechtenstein)